# Полячихина, Юлия Сергеевна
Ю́лия Серге́евна Полячи́хина (род. 6 февраля 2000, Чебоксары) — российская фотомодель, победительница конкурса «Мисс Россия» в 2018 году.

## Биография

### Происхождение
Родилась 6 февраля 2000 года в городе Чебоксары. Мать — чувашка, отец — русский. Отец Полячихин Сергей Владимирович — предприниматель.
Окончила с золотой медалью Заволжскую СОШ. Играла в бадминтон и состояла в сборной Чувашии по фитнес-аэробике.
Студентка Чувашского государственного университета, направление «Журналистика» факультета русской и чувашской филологии и журналистики.

### Работа в модельном бизнесе
С 2015 года работает моделью.
Принимала участие в показах, прошедших во Франции и Японии. В ноябре 2017 года вошла в топ-10 лучших конкурсанток на международном конкурсе красоты «Мисс Глобал».
В мае 2017 года заняла третье место на конкурсе «Мисс Аполлон», который проходил в городе Дидим. 
В 2018 году стала победительницей национального конкурса «Мисс Россия 2018». Ей вручили корону из белого золота, бриллиантов, рубинов и сапфиров, а также главный приз — три миллиона рублей и новый автомобиль.
Представляла Россию на конкурсе «Мисс Вселенная 2018», финал которого состоялся 17 декабря 2018 года в городе Бангкок (Таиланд).

## Личная жизнь
У Полячихиной есть сестра Анастасия, которая на 11 лет младше её, занимается художественной гимнастикой.
Имеет двоих детей — сына Лео (2020 г. р., Москва) и дочь Розу (2021 г. р., Италия) от российского предпринимателя Рустама Тарико, с которым Юлия встречается с 2018 года.

## Титулы
- «Вице мисс туризм России — 2016»,
- «Топ 10 Мисс Волга»,
- «Топ 10 Miss globe — 2016»,
- «Вице мисс Apollon — 2017».
- «Мисс Чувашия — 2016»
- «Мисс Россия — 2018»